# Upeneus parvus
 Upeneus parvus és una espècie de peix de la família dels múl·lids i de l'ordre dels perciformes.

## Morfologia
Els mascles poden assolir els 30 cm de longitud total.

## Distribució geogràfica
Es troba des de Carolina del Nord (Estats Units) i Puerto Rico fins a Santa Catarina (Brasil). Absent de les Bahames, Bermuda i del Carib occidental.